# Meridyrias directa
Meridyrias directa är en fjärilsart som beskrevs av Walker 1857. Meridyrias directa ingår i släktet Meridyrias och familjen nattflyn. Inga underarter finns listade i Catalogue of Life.